# ОШ „Пионир” Стари Жедник
ОШ „Пионир” у Старом Жеднику, насељеном месту на територији града Суботице, државна је образовна установа.
У Старом Жеднику у периоду од 1832. до 1906. године постојале су две школске зграде. То су зграде старе школе која је у раздобљу између два рата носила име „Први српски устанак” и „Цвијина школа”.
У периоду од 1906. до 1921. године саграђена је прва школска зграда од тврдог материјала - „Вукова школа”. Године 1927. саграђена је нова школа у Старом Жеднику - „Други српски устанак”. Од 1952. године, када је основана потпуна основна школа, настала је потреба за изградњом нове школске зграде, пошто је број ученика био у сталном порасту.
Од 1971. године настава се обавља у новом, модерном школском здању које се налази у предивном парку и носи данашње име.